# Casas de la Sierra
Casas de la Sierra es un despoblado en España,  dentro del municipio de Solana de Ávila (provincia de Ávila, Castilla y León). 